# Lilo Pozzo
Lilo Danielle Pozzo es una ingeniera química argentino-estadounidense conocida por ganar el premio educativo de la iniciativa Energía Limpia, Educación y Empoderamiento (C3E) del Departamento de Energía de los Estados Unidos en 2018 y su investigación en el desarrollo, medición y control del autoensamblaje molecular con enfoque en la realización de materiales para el almacenamiento y conversión de energía como profesora de ingeniería química en la Universidad de Washington y miembro del consejo editorial de la revista Digital Discovery de la Royal Society of Chemistry .

## Primeros años y educación
Nacida en Argentina, Pozzo terminó sus estudios de bachillerato en 2001, dentro de la Universidad de Puerto Rico en Mayagüez ingeniería química.
Posterior a graduarse en la universidad, se unió a la Universidad Carnegie Mellon, donde se enfocó en estudiar  copolímeros tribloque como plantillas micelares termorreversibles para matrices tridimensionales bajo la supervisión de Lynn M. Walker.
Pozzo se unió al Instituto Nacional de Estándares y Tecnología como investigador postdoctoral.

## Investigación y carrera
Pozzo considera en sus investigaciones polímeros y sistemas coloidales y la aplicación de técnicas de caracterización avanzadas para comprender sus relaciones estructura-propiedades y ha aplicado estos materiales a agentes de contraste para imágenes médicas y tecnologías de almacenamiento de energía con enfoque en las formas de adaptación de los hardware y software para el diseño de nuevos materiales que sirvan a la energía limpia y la atención sanitaria.  
En año 2017, Pozzo y su equipo de investigación lanzaron un proyecto en Jayuya, Puerto Rico, con el fin de evaluar cómo los cortes de energía prolongados impactaban la salud de los pacientes rurales.
A raíz del huracán María, Pozzo recaudó fondos de personas en Seattle para construir infraestructura de energía renovable en Puerto Rico, siendo así que  como parte de estos esfuerzos, instaló varios conjuntos de nanorredes solares (sistemas a pequeña escala que pueden producir, almacenar y distribuir electricidad) para alimentar refrigeradores.
Así mismo, ha trabajado en el diseño de materiales basados en datos y  experimentación de alto rendimiento.
En 2018, Pozzo recibió el premio educativo de la iniciativa Energía Limpia, Educación y Empoderamiento (C3E) del Departamento de Energía de los Estados Unidos.
Entre 2021 y 2023, Pozzo fue nombrado y se desempeñó como presidente interino del Departamento de Ciencias de los Materiales de la Universidad de Washington.

## Publicaciones seleccionadas
- Wu, Chen-Hao; Chueh, Chu-Chen; Xi, Yu-Yin; Zhong, Hong-Liang; Gao, Guang-Peng; Wang, Zhao-Hui; Pozzo, Lilo D.; Wen, Ten-Chin et al. (24 de julio de 2015). «Influence of Molecular Geometry of Perylene Diimide Dimers and Polymers on Bulk Heterojunction Morphology Toward High-Performance Nonfullerene Polymer Solar Cells». Advanced Functional Materials 25 (33): 5326-5332. ISSN 1616-301X. doi:10.1002/adfm.201501971.

## Premios
- Premio Anne Mayes de Dispersión de Neutrones, 2022
- Premio C3E de educación para mujeres en energía limpia del Departamento de Energía de Estados Unidos, 2018
- Premio a la enseñanza destacada de la Facultad de Ingeniería de la UW, 2018
- Premio de reconocimiento a la facultad de UW LatinX, 2017
- Premio al inicio de la carrera profesional del Departamento de Energía, 2013
- Premio a la Mención de Investigación Universitaria Destacada de la Universidad de Washington, 2013